# Szilágysolymos
Szilágysolymos település Romániában, Szilágy megyében.

## Fekvése
Zsibótól északnyugatra, Debren, Szamosudvarhely és Zsibó közt fekvő település.

## Története
Szilágysolymos (Solymos) Árpád-kori település, nevét 1205-ben már említették a Váradi regestrumban egy peres üggyel kapcsolatban.
1369-ben Salumus, 1387-ben Velselomus, 1423-ban Kissolymos, 1499-ben Nagy-Solymos, 1570-ben Nagysolymos, Kissolymos néven írták.
A falu a falu lakosainak hagyománya szerint egykor nem mai helyén állt, hanem lejjebb, Zsibó felé a patak partján feküdt, erdőborította helyen.
1369-ben a település a Jakcsiak birtoka volt.
Az 1387 évi adatok szerint az aranyosi várhoz tartozott.
1553-ban már két Solymos települést is említettek az oklevelek, ekkor már Nagysolymos és Kissolymos nevű település is létezett. Mindkettő Kővárhoz tartozott, 1564-ben pedig már mindkettő Hadad várának tartozéka volt.
1604-ben a Wesselényi család birtokaihoz sorolták az adóösszeíráskor, de ekkor már csak Nagysolymost.
1733-as összeíráskor Solymoson 42 oláh családot számoltak össze. 1750-ben 254 görögkatolikus lakosa volt.
1847-ben 484 lakos élt a településen, melyből 6 római katolikus, 472 görögkatolikus, 6 református volt.
1890-ben 775 lakosa volt, ebből 14 magyar, 3 német, 696 román, 21 egyéb nyelvű volt, melyből 11 római katolikus, 743 görögkatolikus, 6 református, 15 izraelita volt. A házak száma ekkor 163.
1910-ben 983 lakoából 48 magyar, 919 román, ebből 935 görögkatolikus, 31 református, 10 izraelita volt.
A 20. század elején Szilágy vármegye Zsibói járásához tartozott.

## Nevezetességek
- Görögkatolikus fatemploma 1836-ban épült. Anyakönyvet 1826-tól vezetnek.